# عوطبيات
العَوْطَبِيات أو اللطحيات (الاسم Venturiaceae)، فصيلة فطور مجهرية من البوغانيات. العديد من أنواعها هي من مسببات الامراض النباتية.

## روابط خارجية
- Venturiaceae at فهرس فونغوروم